# Monte Ontake
Il monte Ontake (御嶽山?, Ontake-san) è un vulcano che si trova sull'isola di Honshū, al confine tra le prefetture di Nagano e Gifu, Giappone, circa 100 km a nord est di Nagoya e circa 200 km a ovest di Tokyo.

## Storia
È il secondo vulcano più alto del Giappone, con un'altezza massima di 3.067 metri sul livello del mare, secondo solamente ai 3.776 metri del Fuji. Da diversi secoli è considerato dai giapponesi una montagna sacra.

## Eruzioni
È stato considerato inattivo fino all'ottobre del 1979, quando una serie di eruzioni causò la fuoriuscita di circa 200.000 tonnellate di cenere. Ci sono state eruzioni più lievi nel 1991 e nel 2007. Il 27 settembre 2014 un'eruzione particolarmente forte ha provocato cinquantasette morti e sei dispersi.